# Julien Grujon
Julien Grujon, né le 7 mai 1904 à Houplines et mort le 16 octobre 1976 à Boulogne-sur-Mer, est un coureur cycliste français ayant participé au Tour de France 1928.

## Biographie

### Enfance
Julien Gustave Grujon est né le 7 mai 1904 à Houplines dans le département du Nord, il est le fils de Julien Amédée et d'Aurélie Joséphine Descamps.

### Vie familiale
Julien Grujon épouse Marie Grout le 29 septembre 1924 à Étaples.
En 1931, ils habitent, avec leurs trois enfants, chemin 119 Maison Blanche à Trépied, hameau de Cucq.

### Carrière professionnelle
C’est dans la période allant de 1923 à 1933 que se révèle Julien Grujon, l’un des meilleurs coureurs qu’un club du Touquet-Paris-Plage ait jamais connu, même s’il n’a pas toujours couru sous les couleurs de la station (passages à Amiens et Boulogne-sur-Mer). Il devient aspirant professionnel en 1930 et en 1932 au sein de l’USTPP (Union Sportive du Touquet-Paris-Plage).

### Tour de France
Julien Grujon participe au Tour de France 1928 dans la catégorie touriste-routier mais ne termine pas l'épreuve.
« L’Eclaireur du Touquet Paris-Plage » du 1er juillet 1928 décrit sa participation au Tour de France« Le Tour de France Cycliste passionne les foules. Les sportifs du Touquet-Paris-Plage suivaient avec intérêt le courage valeureux de leur compatriote Julien Grujon, engagé dans cette grande compétition. Julien Grujon est un de nos meilleurs routiers régionaux. Il a remporté de belles victoires notamment à Amiens. Il a eu l’audace de s’inscrire dans le groupe des touristes-routiers pour le Tour de France. Sans aide, sans manager, il a terminé les 8 premières étapes. Une souscription avait recueilli une somme importante parmi les amateurs de sports du Touquet, pour venir en aide à notre compatriote. Grujon a été éliminé dans les Pyrénées. Il mérite tous nos compliments pour le courage dont il a fait preuve au début de la course. Avec un peu plus d’expérience, il fera mieux l’an prochain. Espérons aussi que ses amis du Touquet-Paris-Plage, mieux avertis, ouvriront leur souscription plus tôt et permettront à Grujon de mieux organiser ses soins aux étapes ».

### Autres courses
En septembre 1924, Julien Grujon participe au championnat de France des juniors qui se déroule sur la double boucle de Rambouillet.
La scission de l’USTPP. en 1929, en deux clubs, l'USTPP et l'OT (Olympic Touquettois) est favorable à l’Olympic Touquettois (créé par Gaston Sainsard). Julien Grujon rejoint la nouvelle association.
En 1929, il gagne le premier Paris-Péronne cycliste, devant Maqueren.
En août 1930, il participe au championnat de France des aspirants sur la piste de l'autodrome de Montlhéry.
En août 1931, il gagne la course Paris-Stella-Plage sous les couleurs de l'OT.
En 1932,
- le 17 juillet, il participe au vingtième circuit minier et métallurgique du Nord de la France où il finit à la 16e place[8].
- au Championnat de France sur route amateur, la sélection de 4 coureurs du Pas-de-Calais est composée de 3 touquettois dont Julien Grujon qui est devenu entraîneur-coureur de l’OT et marchand de cycles à Trépied (hameau de Cucq)[4].

En 1933,
- le 23 juillet, il gagne le championnat de fond du Pas-de-Calais qui se déroule sur Calais[9].
- Il termine second de Paris-Boulogne-sur-Mer.
- Il finit 3e de la Bretagne Classic.

### Reconversion professionnelle
Julien Grujon ouvre un magasin de cycles à Trépied.

### Mort
Julien Grujon meurt le 16 octobre 1976 à Boulogne-sur-Mer.

## Palmarès
| - 1922 - Étaples-Hesdin-Étaples - 1925 - Paris-Amiens - 1926 - Paris-Amiens - 3e de Paris-Stella-Plage - 1927 - 2e de Paris-Cambrai - 3e de Paris-Amiens - 1928 - Paris-Péronne - 3e de Paris-Amiens - 1929 - Grand Prix Alphonse Thomann - Grand Prix Derba - 1930 - 3e de Paris-Stella-Plage - 3e du Circuit de la Vallée de l'Aa | - 1931 - Circuit de la Vallée de l'Aa - Paris-Stella-Plage - 1932 - Circuit du Pas-de-Calais : - Classement général - 1re étape - 2e de Paris-Melun - 1933 - Circuit de la Vallée de l'Aa - 2e de Paris-Boulogne-sur-Mer - 3e du Grand Prix de Plouay - 1935 - 3e de Paris-Amiens |